# DDR-Rundfahrt 1982
Die 30. DDR-Rundfahrt fand vom 21. bis zum 27. Juni 1982 statt. Sie führte mit einem Prolog und sieben Etappen über 991 km. Die 1. Etappe fand auf dem Kurs des Rennens Rund um die Hainleite statt. Gesamtsieger wurde Bernd Drogan, der nach 1977, 1978 und 1979 zum vierten Mal die Rundfahrt gewann.

## Trikots
Bei dieser Rundfahrt wurden sechs Trikots vergeben: das Gelbe Trikot des Gesamtbesten, das Blaue der besten Mannschaft, das Violette des aktivsten Fahrers, das Grüne des besten Bergfahrers, das Violette des vielseitigsten Fahrers und das Weiße des besten Nachwuchsfahrers.

## Etappen
Die Rundfahrt erstreckte sich mit einem Prolog und sieben Etappen über 991 km.

### Prolog: Erfurt, 2,3 km
Die Rundfahrt startete mit einem Einzelzeitfahren über 2,3 km. Es wurde auf dem Erfurter Juri-Gagarin-Ring ausgetragen.
|    | Mannschaft          | Zeit       |
| -- | ------------------- | ---------- |
| 1. | Bernd Drogan        | 2:31,7 min |
| 2. | Falk Boden          | 2:32,7 min |
| 3. | Olaf Ludwig         | 2:33,8 min |
| 4. | Michal Klasa        | 2:33,9 min |
| 5. | Hans-Joachim Meisch | 2:34,3 min |

### 1. Etappe:Rund um die Hainleite, 197 km
|    | Fahrer                | Zeit       |
| -- | --------------------- | ---------- |
| 1. | Bernd Drogan          | 4:43:32 h  |
| 2. | Falk Boden            | + 0:05 min |
| 3. | Zdizlaw Komisaruk     | + 0:10 min |
| 4. | Peter Scheibner       | + 0:15 min |
| 5. | Hans-Joachim Hartnick | + 0:15 min |

### 2. Etappe: Rund um Stadtilm, 147 km
Fünf Kilometer vor der Zielankunft im Erfurter Südviertel am Hopfenberg hatte sich Mario Kummer gelöst und gewann die Etappe. Auch Matthias Kittel löste sich noch und sicherte sich den zweiten Platz. Falk Boden gewann durch den dritten Platz noch fünf Sekunden Zeitgutschrift und schob sich somit in der Gesamtwertung auf eine Sekunde an den Führenden Bernd Drogan heran.
|    | Fahrer          | Zeit       |
| -- | --------------- | ---------- |
| 1. | Mario Kummer    | 3:32:56 h  |
| 2. | Matthias Kittel | + 0:12 min |
| 3. | Falk Boden      | + 0:26 min |
| 4. | Uwe Raab        | + 0:31 min |
| 5. | Igor Sláma      | + 0:31 min |

### 3. Etappe: Rund um die Wartburg, 169 km
Zwischen Kilometer 13 und 66 bestimmte eine sechsköpfige Ausreißergruppe mit Olaf Ludwig, Holger Massalski, Mathias Vierke, Uwe Schlösser, dem Polen Molik und dem ČSSR-Fahrer Alipi Kostadinov das Rennen. Später bildete sich eine 14-köpfige Spitzengruppe, aus der heraus Olaf Ludwig zum Tagessieg sprintete.
|    | Fahrer          | Zeit       |
| -- | --------------- | ---------- |
| 1. | Olaf Ludwig     | 4:12:51 h  |
| 2. | Uwe Raab        | + 0:05 min |
| 3. | Mario Kummer    | + 0:10 min |
| 4. | Hubert Denstedt | + 0:15 min |
| 5. | Jiří Škoda      | + 0:15 min |

### 4. Etappe: Rund um Waltershausen, 162 km
Die vierte Etappe führte rund um Waltershausen viermal über den Großen Inselsberg sowie viermal über den Heuberg. Nach der Hälfte des Rennens hatte eine Gruppe um Thomas Barth einen Vorsprung von acht Minuten gegenüber dem Gesamtführenden Bernd Drogan. Damit hätte Drogan sein Gelbes Trikot verloren. Beim dritten Anstieg zum Großen Inselberg nahm Drogan die Verfolgung auf und holte beim vieren Aufstieg zum Inselberg Thomas Barth ein. Beide konnten bis zum Ziel die weiteren Verfolger um über zwei Minuten distanzieren. Am Ziel überließ Drogan Barth kampflos den Etappensieg. Die erste Hauptgruppe kam mit über elf Minuten Rückstand ins Ziel. Thomas Barth hatte die meisten Bergwertungen der Etappe gewonnen und übernahm somit mit deutlichem Vorsprung das Grüne Trikot von Dan Radtke.
|    | Fahrer       | Zeit       |
| -- | ------------ | ---------- |
| 1. | Thomas Barth | 4:49:32 h  |
| 2. | Bernd Drogan | + 0:05 min |
| 3. | Hardy Gröger | + 2:13 min |
| 4. | Jiří Škoda   | + 2:18 min |
| 5. | Frank Herzog | + 5:34 min |

### 5. Etappe: Erfurt – Dachwig – Erfurt (Einzelzeitfahren), 34 km
|    | Fahrer            | Zeit      |
| -- | ----------------- | --------- |
| 1. | Mario Kummer      | 44:12 min |
| 2. | Uwe Raab          | 44:29 min |
| 3. | Bernd Drogan      | 44:43 min |
| 4. | Andreas Petermann | 45:17 min |
| 5. | Olaf Ludwig       | 45:18 min |

### 6. Etappe: Rund um Gierstädt, 109 km
Die sechste Etappe über 109 Kilometer verlief ohne nennenswerte Ausreißversuche. Sieben Kilometer vor dem Ziel setzten sich Mario Kummer und Frank Herzog aus dem Hauptfeld ab. Sie gewannen nur 150 bis 200 m, aber da das Feld sich uneins war und der letzte Abschnitt nach Erfurt bergab führte, verteidigten sie den Vorsprung bis ins Ziel. Mario Kummer setzte sich gegenüber Frank Herzog durch und gewann somit seine dritte Etappe der Rundfahrt.
|    | Fahrer            | Zeit       |
| -- | ----------------- | ---------- |
| 1. | Mario Kummer      | 3:08:25 h  |
| 2. | Frank Herzog      | + 0:05 min |
| 3. | Olaf Ludwig       | + 0:12 min |
| 4. | Uwe Raab          | + 0:17 min |
| 5. | Andreas Petermann | + 0:17 min |

### 7. Etappe: Rund im Thüringer Wald, 171 km
|    | Fahrer        | Zeit       |
| -- | ------------- | ---------- |
| 1. | Olaf Ludwig   | 5:14:47 h  |
| 2. | Uwe Raab      | + 0:05 min |
| 3. | Frank Herzog  | + 0:10 min |
| 4. | Jonny Böhme   | + 0:15 min |
| 5. | Steffen Clauß | + 0:15 min |

## Gesamtwertungen

### Gelbes Trikot (Einzelwertung)
Bernd Drogan erkämpfte sich gleich im Prolog das Gelbe Trikot und verteidigte es bis zum Ende der Rundfahrt. Nach 1977, 1978 und 1979 war es sein vierter Gesamtsieg bei der DDR-Rundfahrt.
| Platz | Name                  | Mannschaft         | Zeit        |
| ----- | --------------------- | ------------------ | ----------- |
| 1.    | Bernd Drogan          | DDR II             | 26:30:49 h  |
| 2.    | Thomas Barth          | DDR I              | + 5:26 min  |
| 3.    | Jiří Škoda            | ČSSR               | + 6:55 min  |
| 4.    | Hans-Joachim Hartnick | SC Cottbus I       | + 9:15 min  |
| 5.    | Hubert Denstedt       | DDR I              | + 11:49 min |
| 6.    | Hardy Gröger          | DDR I              | + 12:31 min |
| 7.    | Dan Radtke            | DDR I              | + 13:16 min |
| 8.    | Frank Herzog          | DHfK Leipzig I     | + 13:22 min |
| 9.    | Mario Kummer          | DDR II             | + 14:23 min |
| 10.   | Holger Müller         | DDR II             | + 15:13 min |
| 11.   | Uwe Raab              | DDR II             | + 15:18 min |
| 12.   | Falk Boden            | DDR II             | + 15:31 min |
| 13.   | Peter Scheibner       | SC Karl-Marx-Stadt | + 15:48 min |
| 14.   | Olaf Ludwig           | DDR II             | + 15:51 min |
| 15.   | Olaf Jentzsch         | SC Cottbus I       | + 16:06 min |
| 16.   | Andreas Petermann     | DDR I              | + 17:06 min |
| 17.   | Lutz Lötzsch          | SC Karl-Marx-Stadt | + 18:23 min |
| 18.   | Matthias Kittel       | SC Turbine Erfurt  | + 22:44 min |
| 19.   | Milan Jurčo           | ČSSR               | + 25:13 min |
| 20.   | Zdizlaw Wrona         | Polen              | + 25:17 min |

### Violettes Trikot (Aktivster Fahrer)
| Platz | Name            | Mannschaft         | Punkte |
| ----- | --------------- | ------------------ | ------ |
| 1.    | Peter Scheibner | SC Karl-Marx-Stadt | 26     |
| 2.    | Thomas Barth    | DDR I              | 24     |
| 3.    | Falk Boden      | DDR II             | 21     |
| 4.    | Zdizlaw Wrona   | Polen              | 14     |
| 5.    | Bernd Drogan    | DDR II             | 13     |

### Grünes Trikot (Bester Bergfahrer)
| Platz | Name            | Mannschaft         | Punkte |
| ----- | --------------- | ------------------ | ------ |
| 1.    | Thomas Barth    | DDR I              | 48     |
| 2.    | Peter Scheibner | SC Karl-Marx-Stadt | 38     |
| 3.    | Bernd Drogan    | DDR II             | 33     |
| 4.    | Martin Goetze   | DHfK Leipzig I     | 16     |
| 5.    | Mario Kummer    | DDR II             | 15     |

### Weißes Trikot (Nachwuchsfahrer)
| Platz | Name            | Mannschaft | Punkte |
| ----- | --------------- | ---------- | ------ |
| 1.    | Mario Kummer    | DDR II     | 20     |
| 2.    | Uwe Raab        | DDR II     | 20     |
| 3.    | Hubert Denstedt | DDR I      | 8      |

### Rosa Trikot (Vielseitigster Fahrer)
| Platz | Name            | Mannschaft         | Punkte |
| ----- | --------------- | ------------------ | ------ |
| 1.    | Thomas Barth    | DDR I              | 13     |
| 2.    | Falk Boden      | DDR II             | 13     |
| 3.    | Peter Scheibner | SC Karl-Marx-Stadt | 12     |

### Blaues Trikot (Mannschaft)
| Platz | Mannschaft             | Punkte       |
| ----- | ---------------------- | ------------ |
| 1.    | DDR I                  | 79:49:03 h   |
| 2.    | DDR II                 | + 5:49 min   |
| 3.    | SC Cottbus I           | + 36:13 min  |
| 4.    | Tschechoslowakei       | + 39:47 min  |
| 5.    | SC Karl-Marx-Stadt     | + 41:25 min  |
| 6.    | SC DHfK Leipzig I      | + 52:23 min  |
| 7.    | Polen                  | + 1:11:526 h |
| 8.    | SC Cottbus II          | + 1:48:18 h  |
| 9.    | SC Dynamo Berlin       | + 1:48:25 h  |
| 10.   | Bulgarien              | + 2:28:05 h  |
| 11.   | SGW                    | + 2:29:52 h  |
| 12.   | SC Turbine Erfurt      | + 2:35:58 h  |
| 13.   | ASK Vorwärts Frankfurt | + 2:41:58 h  |

## Anmerkung
1. ↑  Bei allen Zeitangaben sind die Etappenzeitgutschriften bereits mit eingerechnet.